# 探検家
探検家（たんけんか、英: Explorer）とは、探索すべき余地が残されている未知の領域に直接に赴くことにより調査する人々を指す。広義の意味において、冒険家（冒険者）や宇宙飛行士を含むこともある。
探検の目的には軍事・商業・学術・旅行・宗教、およびそれらのルートの開拓などが挙げられる。たとえば、カルタゴの将軍ハンニバルやアケメネス朝ペルシアの大王ダレイオスが行った遠征も探検と呼べるので広義の意味では彼らは探検家である。また、赤毛のエイリークなど組織として行動したヴァイキングも個々においては、探検家や冒険家であった。
彼らについては歴史的な観点から別項で記述されるであろうから、ここでは狭義の意味での探検家、すなわち軍事以外を主目的とした探検家について述べるが、以下の探検家の中には張騫のように本来軍事・植民地支配の目的で派遣されたが、その目的を果たせず、結果的に探検家として評価されている人々も含まれている。

## 探検家の歴史

### 古代から中世の探検家
古代から中世にかけての探検家はどちらかというと孤立した存在で、組織的で計画的な探検家への援助はほとんど行われなかった。
古代の探検家達の名前はほとんど伝わっていないが、古代エジプトのネコ2世の命令を受けたフェニキア人によりアフリカ周航が行われたという。また紀元前5世紀にはカルタゴのハンノが象牙海岸付近まで航海したという記録が残っている。そして10世紀にヴァイキングのレイフ・エリクソンが北米大陸に到達していたことが明らかになっている。
著名な探検家では7世紀の玄奘による中国・インド往復、13世紀のマルコ・ポーロによるイタリア・中国往復、14世紀のベルベル人イブン＝バットゥータによるアジア・アフリカ探検などがあげられる。
彼らの探検の動機は主に商業や宗教であった。交通の未発達な時代の国家戦略的でない探検という点で共通している。ただし、モンゴル人がユーラシア大陸で巨大な版図を誇っていた間は比較的交通の便が良かったと言われている。
古代から中世にかけての主な探検家は次の通り
- 航海者ハンノ（紀元前450年頃）…カルタゴから西アフリカ湾岸地域を航海、象牙海岸まで達する。
- 張騫（？ - 紀元前114年） 中央アジア･･･漢の武帝により月氏との軍事同盟提携のため派遣される
- 甘英　ローマ帝国に派遣された中国大使。ローマには到達できなかったが、パルティアまでには到達
- 法顕（337年? - 422年） インド到達
- 玄奘三蔵（602年 - 664年） インド到達
- 赤毛のエイリーク 10世紀、グリーンランド到達
- レイフ・エリクソン アメリカ大陸到達
- マルコ・ポーロ（1254年 - 1324年） 中国到達
- イブン＝バットゥータ（1304年 - 1368年）
- 鄭和 （1371年 - 1434年）の南海遠征。海路インドを経由し、アフリカ東岸に達した。

### 大航海時代の探検家
ヨーロッパで大航海時代がはじまると、ヨーロッパの各国や有力なパトロンが国家的または商業上の戦略としてさまざまな探検をサポートした。ポルトガルのエンリケ航海王子は特に有名である。この時代に探検が盛んになった背景には船や航海術の発達、そして西洋諸国が商業主義・資本主義の道を歩み始めていたことが挙げられる。
とりわけ、アラビア商人が一手に握っていたインドとの交易が最大の目的であり、コロンブスのアメリカ到達も結局はインドを目指したものだった。よく知られた話だがコロンブス自身は自分がインドに到達したと思い込んでいた。結局のところインドとの交易は喜望峰周りで航海したヴァスコ・ダ・ガマにより達成された。
この時代の探検家では1492年にアメリカ大陸に到達したコロンブスがもっとも知られている。
コロンブスの他にも、アフリカの南端を回りインドのカリカット（コーリコード）に到達したヴァスコ・ダ・ガマや世界一周航海をなしとげたマゼランは有名である。ただし、マゼラン自身は航海の途上フィリピンのマクタン島でラプ＝ラプ率いる現地の人間に殺されてしまう。マゼランの航海は265人で出発したが、無事にスペインに帰還したのはフアン・セバスティアン・エルカーノを含めわずか18人だった。
大航海時代の主な探検家は次の通り
- バルトロメウ・ディアス（1450年頃 - 1500年） 喜望峰到達
- クリストファー・コロンブス（1451年頃 - 1506年） アメリカ大陸到達
- ヴァスコ・ダ・ガマ（1469年頃 - 1524年） 喜望峰経由でインド到達
- ペドロ・アルヴァレス・カブラル （1460年 - 1526年）ブラジル到達
- フェルディナンド・マゼラン（1480年 - 1521年） 世界一周
- フランシス・ドレーク（1543年 - 1596年） 世界一周
- マルティン・アロンソ・ピンソン（1441年 - 1493年） コロンブスに同行。航海における最大の協力者。
- ビセンテ・ヤーニェス・ピンソン（1460年 - ？） コロンブスに同行。ブラジル探検。初のブラジル到達者とするか意見が分かれる。
- アロンソ・デ・オヘダ（スペイン語版、英語版）（1465年 - 1515年） アメリカ探検。コロンブス、ヴェスプッチに同行。
- アメリゴ・ヴェスプッチ（1454年 - 1512年） 南米探検。コロンブスが到達した土地がインドとは異なる「新大陸」であることを報告。貧困で死ぬ。
- ジョヴァンニ・カボート（1450年 - 1498年頃） 北米探検
- セバスティアーノ・カボート（1474年頃 - 1557年） 北米探検
- バスコ・ヌーニェス・デ・バルボア （1475年 - 1519年、スペイン） 太平洋到達。パナマ地峡を横断。反逆罪で処刑される。
- エルナン・コルテス（1485年 - 1547年） アステカを征服したコンキスタドール。
- フランシスコ・ピサロ （？ - 1541年,スペイン） インカ帝国征服。協力者ディエゴ・デ・アルマグロの子に殺される。

### 近世・近代の探検家
大航海時代を経て世界の姿が明らかになりつつあった近代には、未だ知られていなかった各地に探検家達は赴いた。アメリカ内部の探検や、アフリカ内部の探検が行われた。また、南方大陸として存在が予言されていた大陸を目指して太平洋・オーストラリアの探検も行われた。さらに時代が下ると探検家達は北極点・南極点を目指した。
この時代の特色は名誉や学問のために探検が行われたことにある。進化論で有名なチャールズ・ダーウィンはこの時代にビーグル号に乗って航海をした。
近世・近代の主な探検家は次の通り

#### アメリカ大陸探検
- ヘンリー・ハドソン （1550年 - 1611年頃,イギリス） カナダ探検。ハドソン川、ハドソン湾に到達
- ウォルター・ローリー （1562年 - 1618年,イギリス） アメリカ探検。ニッカウヰスキーの人物画としても有名
- ジョン・スミス （1580年 - 1631年,イギリス） バージニア探検。バージニア植民地建設
- サミュエル・ド・シャンプラン （1567年 - 1635年） カナダ探検。ケベック建設
- ロベール＝カブリエ・ド・ラ・サール - （1643年 - 1687年） アメリカ探検
- ラ・ベレンドリー アメリカ探検
- アレグザンダー・マッケンジー （1764年 - 1820年） カナダ横断。マッケンジー川到達
- アレクサンダー・フォン・フンボルト（1769年 - 1859年）
- パーシー・フォーセット（1867年 - 不明）失われた都市Zを求めてアマゾンのジャングルに赴き失踪した。

#### オーストラリア探検
- ルイス・バーエス・デ・トーレス （スペイン） トレス海峡・ヨーク岬到達
- フレデリック・デ・ハウトマン （オランダ） バタヴィア到達
- ヤン・カルステンゾーン （オランダ） オーストラリア北岸探検
- アベル・ヤンスゾーン・タスマン （1603年頃 - 1659年、オランダ） タスマニア島到達。ニュージーランド到達
- マシュー・フリンダース （1774年 - 1814年,イギリス） オーストラリア一周
- ウィリアム・ホヴェル （1786年 - 1875年,イギリス） オーストラリア探検
- ジョン・オクスリー オーストラリア探検
- チャールズ・スタート（英語版） （1795年 - 1869年） オーストラリア内陸部の探検。
- エドワード・ジョン・エア （1815年 - 1901年） オーストラリア探検
- トマス・ニコラス・ボーダン （1750年 - 1803年,フランス） オーストラリア探検
- トマス・ミッチェル （1792年 - 1855年） オーストラリア探検
- オーガスタス・グレゴリー（1819年 – 1905年）　オーストラリア探検
- ジョン・マクダウアル・スチュアート （1815年 – 1866年）オーストラリア縦断
- ロバート・オハラ・バーク （？ - 1861年） オーストラリア縦断（バーク・ウィルズ探検隊）。スチュアートと争う。帰路に餓死する
- ウィリアムズ・ジョン・ウィルズ （？ - 1861年） オーストラリア縦断。バークと共に餓死

#### 太平洋探検
- スピルベルゲン （オランダ） 太平洋探検
- ジョン・バイロン （イギリス） フォークランド諸島・ツアモツ諸島・マリアナ諸島探検
- サミュエル・ウォリス （1728年 - 1795年,イギリス） タヒチ島到達。
- ジェームズ・クック （1728年 - 1779年） 太平洋探検。近代的探検の祖。ハワイ諸島・ニューカレドニア島をはじめ数々の島に到達。ハワイで原住民に殺される

#### アフリカ（暗黒大陸）探検
- ジョヴァンニ・バッティスタ・ベルツォーニ （1778年 - 1823年） アフリカ探検、アブ・シンベル神殿発掘。
- デイヴィッド・リヴィングストン （1813年 - 1873年） アフリカ横断、ナイル川水源の探索。
- ヘンリー・モートン・スタンリー （1841年 - 1904年） アフリカ探検、ナイル川水源の探索。
- ピエール・ブラザ（1852年 - 1905年）アフリカ探検、ガボンのオゴウェ川を探検した。
- カジミェシュ・ノバク(1897年 - 1937年, ポーランド) 単独でアフリカ大陸をオートバイで横断。
- リチャード・バートン（1821年 - 1890年）アフリカ探検、白ナイル川の水源の探索。
- メアリー・キングスリー（1862年 - 1900年）西アフリカと中央アフリカを探検した。
- ルネ・カイエ（1799年 - 1838年）アフリカ探検、伝説の黄金都市トンブクトゥの発見。

#### 中央アジア探検
- オーレル・スタイン（1862年 - 1943年） 中央アジア、西アジア探検
- ピョートル・クズミッチ・コズロフ（1863年 - 1935年,ロシア帝国） 中央アジア、チベット探検
- 河口慧海 （1866年 - 1945年） チベットへ仏典を求めて潜入
- スヴェン・ヘディン （1865年 - 1952年） 中央アジア、チベット探検。トランス・ヒマラヤ山系の発見
- テオドール・イリオン（英語版）（1898年 - 1984年）チベット探検。サンポ峡谷で地下都市に繋がる入り口を発見したと主張。

#### アラビア探検
- バートラム・トマス（1892年 - 1950年）アラビア探検。ルブアルハリ砂漠を横断。
- チャールズ・モンタギュー・ダウティ（英語版）（1843年 - 1926年）アラビア探検。

#### 北極と南極
- フリチョフ・ナンセン （1861年 - 1930年） 北極探検
- サロモン・アウグスト・アンドレー （1854年 - 1897年） 気球で北極を目指すが遭難死
- ロバート・ピアリー （1856年 - 1920年） 北極点到達。ただし、その成否に関しては議論がある。
- ロアール・アムンセン （1872年 - 1928年） 南極点到達
- ロバート・スコット （1868年 - 1912年） 南極点到達
- アーネスト・シャクルトン（1874年 - 1922年）南極探検
- 白瀬矗（1861年 - 1946年）南極探検
- ウィレム・バレンツ （1550年 - 1597年, オランダ）
- アドルフ・エリク・ノルデンショルド（1832年 - 1901年）北極海北東航路開拓

#### 北方探検
- セミョン・デジニョフ （1605年頃 - 1673年,ロシア） シベリア探検。アジア最東端デジニョフ岬到達。
- ヴィトゥス・ベーリング （1681年 - 1741年,ロシア帝国） アラスカ、アリューシャン列島の一部に到達
- ヤコフ・サンニコフ（生没不明,ロシア帝国） ノヴォシビルスク諸島の探検家
- 間宮林蔵 （1775年 - 1844年） 蝦夷地・樺太探検
- 松浦武四郎 （1818年 - 1888年） 蝦夷地・択捉島・樺太探検
- 笹森儀助 （1845年 - 1915年） 千島列島・南西諸島探検
- 郡司成忠（1860年 - 1924年）千島列島探検

### 現代の探検家
現代になると地球表面の主だった場所は探検しつくされたとされている。探検家は深海の探検や、海中や水中を含む洞窟の探検、ギアナのテーブルマウンテン、密林の奥地など未だ人間を拒み続けている場所を目指している。
また大勢は地球外の探検に傾いたが、現在のところ地球外の探検は国家による巨大なプロジェクトとして行われたもののみである。
現代の主な探検家は次の通り
- 植村直己（アルピニスト）
- 九里徳泰（冒険家）
- 関野吉晴（冒険家、グレートジャーニー）
- 角幡唯介（探検家、ノンフィクション作家）
- 荻田泰永（冒険家）
- 和田好正（冒険スキーヤー）
- 堀江謙一（海洋冒険家）
- 今給黎教子（海洋冒険家）
- 山本良行（海洋冒険家）
- 栗原景太郎（海洋冒険家）
- 高野光哉（海洋冒険家）
- 五十嵐憲（チャネルスイマー）
- 鈴木紀夫（冒険家）
- 大場満郎（冒険家）
- 阿部雅龍（夢を追う男）
- 川口浩（映画俳優・タレント・探検家）
- 藤岡弘、(俳優、武道家）
- 流浪馬里奥（水面画家・探検家）
- 永瀬忠志（冒険家、リヤカーマン）
- ユーリイ・ガガーリン（20世紀 宇宙到達）
- ニール・アームストロング（20世紀 月到達）
- 上森英司（冒険家）
- 室田和将（冒険家）
- 縣智丈（探検家）
- 上温湯隆(探検家)
- バリー・クリフォード（英語版） (海洋探検家・トレジャーハンター)
- 吉田勝次
- 長澤奏喜（ラグビー登山家）

## 探検家が目指したもの
- インド
- アフリカ内部（暗黒大陸）
- 中央アジア、チベット
- 南米大陸
- 香辛料
- 植物 ‐ 啓蒙時代の園芸家・植物学者の探検家一覧（英語版）
- 伝説上の大陸（アトランティス、テラ・アウストラリス・インコグニータなど）
- プレスター・ジョン
- 地上の楽園（エデンの園、ユートピア）
- 幸福諸島（エリュシオン）
- カタイ（契丹、古代中国と同一視された）
- 黄金（ジパング、エル・ドラード、シボラ）
- 大河の河口・水源
- 北極点・南極点
- 北東航路
- 北西航路

## 探検家を苦しめたもの
現地での病気、もしくは航海中の栄養失調
例えば、船乗りの場合、ビタミンCの不足から来る壊血病で命を落とす者が多かった。ジャングルでは蚊が媒介する感染症（リーシュマニア、眠り病、マラリアetc）が探検家たちを大いに苦しませた。
水夫の反乱
陸地が見えない洋上の航海が長引くにつれて水夫たちは不安に駆られ、しばしば反乱を起こすことがあった。クリストファー・コロンブスのアメリカ発見の航海のときにも水夫が反乱を起こし、一旦は航海の継続を諦めようとした。
先住民の反発
先住民も突然の来訪者を対等な者として常に暖かく迎えたわけではなく、神の再来と思うこともあれば、異質な人々の出現をとても恐れ、殺害することもあった。また、現地住民同士の争いに巻き込まれたり、侵略、略奪に対して頑とした抵抗を受け命を落とした冒険家もいた（フェルディナンド・マゼランなど）。
嵐などの気象の変化、海洋異変
危険視
世界観

## 探検家の名がつけられた地名
- 海洋探検
  - マゼラン海峡 - マッケンジー川 - バンクーバー島 - タスマニア島 - アメリカ - ドレイク海峡 - クック海峡 - タスマン海 - 間宮海峡 - ベーリング海峡 - ハドソン湾 - バフィン湾-コロンビア